# Luce Legastelois-Brandt
Luce Legastelois-Brandt, née le 30 janvier 1885 à Saint-Maur-des-Fossés et morte le 24 février 1954 à Paris, est une peintre française.

## Biographie
Fille du sculpteur Julien-Prosper Legastelois (1855-1931), Luce Legastelois épouse à Saint-Maur-des-Fossés, le médailler Paul-Émile Brandt (1883-1952) en 1908. Julien-Prosper Legastelois, Luce Legastelois-Brandt et Paul-Émile Brandt sont enterrés dans la même tombe à Saint-Maur-des-Fossés.

## Œuvre
Luce Legastelois-Brandt est peintre de fleurs. Elle ne considère pas ses compositions florales comme des natures mortes : « Des fleurs, c'est de l'innocence, c'est de l'amour, c'est sans souillure. »
Son travail est exposé à la galerie Charpentier lors d'une exposition "Fleurs et paysages" en 1938,.